# 刷机

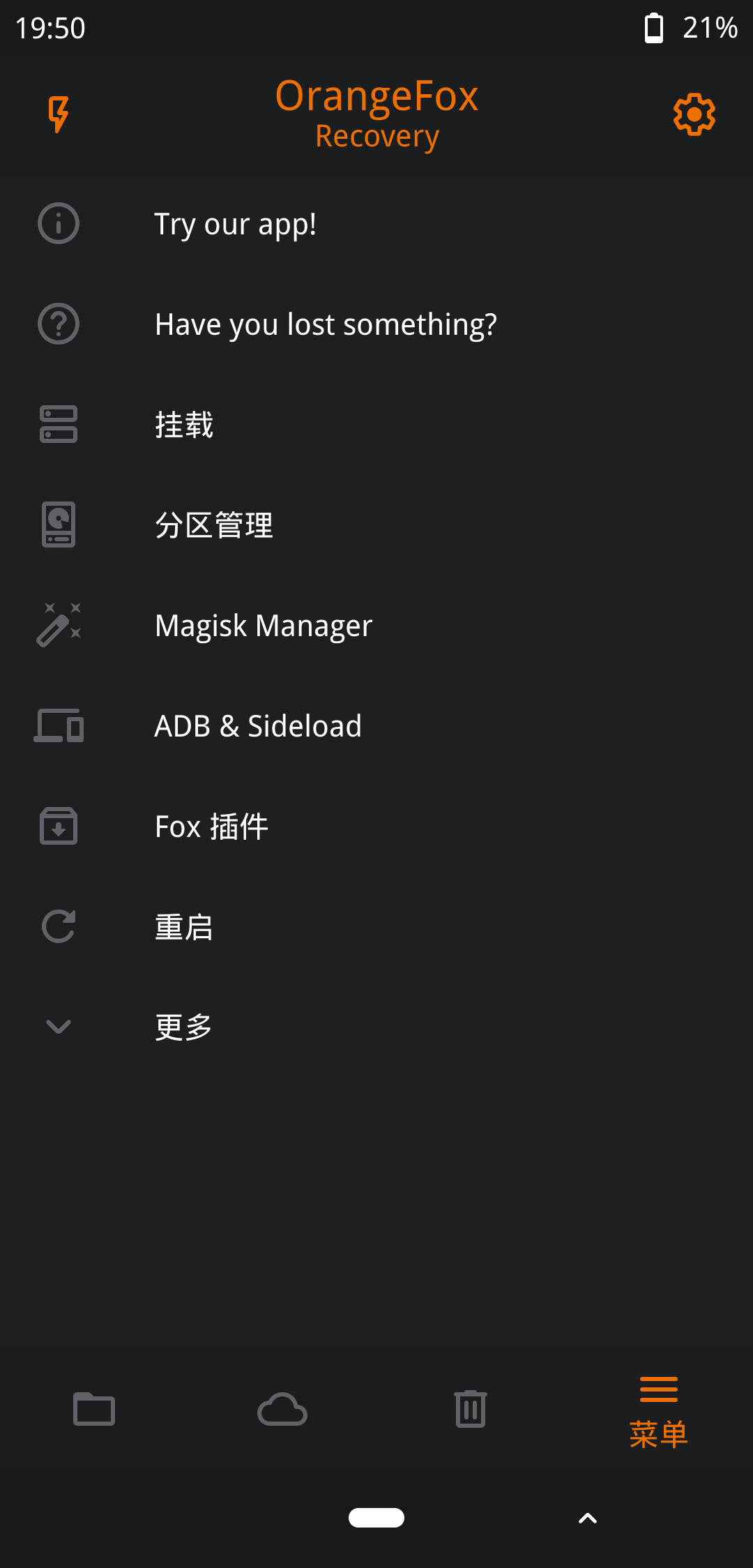
Orangefox recovery菜单

刷机（英語：Flashing），是指安装官方或经过修改的软件系统，以进行升级或自定义。早期刷机主要针对摩托罗拉的MontaVista Linux和诺基亚的塞班操作系统，随着塞班系统的式微，刷机重心来到Android系统。
在2010年代，Android智能手机刚刚兴起时，刷机一度十分流行，并催生出大量个人定制ROM和相关软件。
2010年到2014年期间，诞生了MIUI、魔趣、乐蛙等第三方Android ROM。2017年，手机产商开始收紧解锁Bootloader的权限。其中，华为更是全面停止BL解锁服务，无法解锁BL，意味着无法刷机，小米选择延长解BL锁的时间，三星则是物理熔断并失去保修。随着官方ROM的完善，也使得部分刷机爱好者退出。

## 目的
刷机指通过技术手段更换智能设备自带的操作系统或应用程序，从而更改系统版本、修复系统错误或满足个性化需求。刷机所采用的手段与资源可能来自产品官方，也可能来自第三方研制。

## 范围
可以“刷机”的设备不仅有智能手机和平板电脑，包括索尼PSP、任天堂Switch、路由器、机顶盒等移动或固定式消费电子设备均有可能破解和安装第三方系统，以增强可玩性和满足个性化需求。早期的功能型手机，以及某些数码相机、打印机等设备，亦有刷机存在。产品官方提供的刷机功能可能称之为固件升级（更新）。
刷机通常是将目标设备以数据线连接到计算机，并配合专用软件和相匹配的固件资源来完成。较新款设备的官方“刷机”程序可能通过OTA完成，但这通常需要设备的操作系统处于正常运行状态。

## 类型

### Android设备

#### 卡刷
使用Recovery进行刷机俗称「卡刷」。Recovery是安卓手机的恢复模式，可以安装ROM包、Root、清除或备份分区等功能，一般情况下，官方内置的Recovery模式限制较多，只能安装官方ROM，而第三方Recovery提供了更多功能，可以自由地刷入第三方ROM，其中以TWRP较为知名。

#### 线刷

##### Fastboot模式
相较于Recovery模式，Fastboot模式更接近底层，功能主要有刷写分区和安装ROM，其中包括刷入第三方Recovery。

##### 高通EDL模式
高通EDL模式（9008模式）仅限搭载高通骁龙芯片的设备使用，该模式下可以绕过BL锁，强制刷入第三方ROM，常用于变砖或无法解锁BL的设备。

### iOS和iPadOS设备
苹果只允许往iOS和iPadOS设备上刷最新版本。当苹果停止对某个iOS或iPadOS版本进行数字签名后，将无法再降级到该版本。

## 风险
刷机时因为操作不当有可能导致系统无法开机，其次是安装的ROM和手机硬件不兼容，导致部分功能丢失(人脸识别、快充等)，如果刷入的ROM包含有恶意代码或者后门程序，可能会对用户造成经济损失、隐私泄露等风险，解锁BL、刷机和ROOT会使手机失去保修服务，已经解锁BL或刷入第三方ROM的手机丢失后，很难使用官方的查找模式找回手机，因为盗窃者可以刷入第三方recovery，然后再刷入第三方ROM包来规避查找模式，导致找回手机的难度增加。
部分官改ROM作者为了防止偷包，在ROM包中加入后门和恶意代码，可以远程对刷入ROM包的手机进行格式化，格式化后的手机不仅数据丢失，主板的字库和分区也会损坏，只有售后才能修复。
| 手机品牌      | 是否支持解锁BL | 是否支持保修 | 备注                                                                                                 |
| ------------- | -------------- | ------------ | --- |
| 小米/红米     | 是             | 否           | 解锁将清空数据，解锁工具和手机的小米账号需要一致                                                     |
| OPPO          | 部分机型支持   | 是           | |
| VIVO          | 否             | 否           | |
| 华为          | 否             | 未知         | 之前支持，于2018年停止解锁服务                                                                       |
| 荣耀          | 否             | 未知         | |
| 三星          | 是             | 否           | 解锁后Knox安全芯片物理熔断并失去保修，无法使用安全 文件夹和Samsung pay等服务，部分机型无法使用摄像头 |
| 魅族          | 否             | 否           | 官方仅支持ROOT，ROOT后自动失去保修服务                                                               |
| 一加          | 是             | 视情况       | 2022年5月宣布，Root后出现刷机无法恢复的故障时不享受保修                                              |
| 真我          | 部分机型支持   | 是           | |
| Google Pixel  | 是             | 是           | |
| 摩托罗拉/联想 | 是             | 否           | 联想于2014年1月收购摩托罗拉移动业务                                                                  |
| LG            | 是             | 不适用       | 官方解锁服务下线，需要进入9008模式进行解锁 LG于2021年7月停止手机业务，不存在保修服务                 |
| 诺基亚        | 是             | 否           | |
| 索尼          | 是             | 否           | |

## 法律问题

### 刷机和官改ROM包侵权问题
2019年，杭州铁路运输法院一审宣判一起刷机不正当竞争案。法院判决两被告立即停止不正当竞争行为，并向原告OPPO广东移动通信有限公司等原告赔偿50万元经济损失和合理费用。其中，被告之一的杭州某网络科技有限公司运营着线刷宝软件和网站，其软件和网站提供定制、下载和安装OPPO手机品牌的ROM包服务，而另外一被告深圳某科技有限公司通过线刷宝向用户收费。
杭州铁路运输法院认为，案件中的刷机所使用的操作系统对原告各种机型操作系统ROM包进行破解、修改和添加，对原操作系统的完整性和适配性造成破坏，破坏操作影响手机用户的个人数据安全，对手机厂商和用户的合法权益造成损害。
该案的主审法官王江桥表示：刷机作为一种技术手段，本身并非违法，法律所禁止的是非法刷机行为。刷机服务提供商应当以公开、公用的系统为基础，通过技术创新、智力创造独立开发出符合用户需求、能够吸引手机用户的手机操作系统，而通过对他人具有智力成果和技术保护的操作系统进行破解、删除、修改而实施的刷机行为，构成不正当竞争。

### 刷机行为的不正当性
杭州互联网法院认为移动互联网时代的刷机行为并非简单的硬件升级或替换，而是涉及ROM包解密，因此从目的等多方面来看，可以认为移动互联网时代的刷机行为具有不正当性。

## 政策
2022年12月，中华人民共和国工信部、网信办发布通告指出，设备生产企业须规范应用软件预置行为，包括应以技术和管理手段预防产品流通环节中被置换操作系统和安装应用软件，预防“刷机”行为和安全风险。相关解读指出，此举意在避免产品于销售渠道被非法刷机、安装应用程序，造成安全风险。